# نانومئا
نانومئا (به لاتین: Nanumea) یک آب‌سنگ حلقوی در تووالو است.

## خصوصیات
نانومئا ۳٫۹ کیلومترمربع مساحت و ۶۶۴ نفر جمعیت دارد.